# Ben Liebrand
Ben Liebrand (de son vrai nom Bernardus C. Liebrand, né le 27 septembre 1960 à Nimègue) est un producteur et DJ et remixeur néerlandais.

## Biographie
Ben Liebrand est né sous le nom de Bernardus C. Liebrand. Son père est néerlandais et sa mère est d'origine écossaise. Il a un frère et une sœur. Il a suivi des études d'ingénierie.
Liebrand est considéré comme le premier DJ néerlandais et mixeur autodidacte (ainsi que remixeur, producteur de musique, artiste, auteur-compositeur, infographiste 3D) qui, en 1983, en collaboration avec Lex Harding, a mis sur pied la première émission de radio non-stop In the Mix sur Hilversum 1 at Veronica, présentant les toutes dernières nouveautés en matière de musique de danse importée. En introduisant un mélange homogène de disques de danse, tant au niveau de la hauteur que du tempo, ainsi qu'en faisant des remixes de disques existants, il devient un grand exemple. pour les DJ néerlandais contemporains, tels qu'Armin van Buuren,,, et Tiësto et DJ Jean.

### Disc jockey
Avant de travailler comme DJ, il se rendait souvent dans une boîte de nuit locale appelée Juicy Lucy en 1978 et y passait parfois pour faire du spinning. Le mixage n'était pas un problème à l'époque. En 1979, il commence à mixer à la discothèque de Kwien à Gennep, dans le Limbourg, où il apprend le tempo ou le beat mixing auprès de DJ Huib Luijten en utilisant deux platines Dual avec contrôle du pitch. Pendant cette période à Gennep, il jouait toujours la chanson The Break de Kat Mandu pour terminer la soirée. À partir de 1980, il commence à mixer dans la nouvelle discothèque Keizer Karel Club à Nimègue, découvrant seulement après la soirée d'ouverture qu'il s'agissait en fait d'un club gay. Il y mixe jusqu'en 1989, puis joue dans la discothèque Worldcenter à Clèves, en Allemagne, jusqu'en 1991. De 1991 à 1995, il joue avec sa sœur Rita Liebrand dans la discothèque Hippodrome à Hennef, en Allemagne. À partir de 2001 et les années suivantes, il est régulièrement invité comme DJ au club Matrixx à Nimègue. En 2021, il est toujours actif en tant que DJ, mais n'a plus de poste permanent. Sa spécialité lors du mixage en direct consiste à tourner simultanément avec quatre lecteurs de CD Pioneer.

## Distinctions
Le 9 mars 2020, il reçoit la Dutch Buma Golden Harp pour ses années de dévouement et sa contribution à l'industrie musicale néerlandaise.

## Discographie partielle

### Singles
| Année | Titre                                         | Meilleure position | Meilleure position | Meilleure position | Album             |
| Année | Titre                                         | AUS ,              | P-B                | R-U                | Album             |
| --- | --------------------------------------------- | ------------------ | ------------------ | ------------------ | ----------------- |
| 1990 | Puls(t)ar                                     | —                  | —                  | 68                 | Styles            |
| 1990 | I Wish (featuring Nasty Chat)                 | 145                | —                  | 84                 | Styles            |
| 1990 | Move to the Bigband (featuring Tony Scott)    | 117                | 15                 | 84                 | Styles            |
| 1991 | Give Me an Answer (featuring CJ & CP)         | —                  | —                  | —                  | Styles            |
| 2000 | Music and Passion (featuring Gibson Brothers) | —                  | 91                 | —                  | Single uniquement |
| « — » indique qu'acun classement n'est atteint, ou qu'aucune sortie n'a été effectuée dans cette région. |                                               |                    |                    |                    |                   |